# Nous avons gagné ce soir
Pour plus de détails, voir Fiche technique et Distribution.
Nous avons gagné ce soir (titre original : The Set-Up) est un film américain réalisé par Robert Wise (et par John Indrisano pour les séquences de boxe), sorti en 1949.

## Synopsis
Bill « Stoker » Thompson est un boxeur raté en fin de carrière. Le film le montre lors de son dernier combat dans une petite ville américaine. Ce combat a été acheté et il doit se « coucher », mais dans un dernier sursaut d'orgueil, il décide de le mener à terme provoquant la colère de la pègre.

## Fiche technique
- Titre : Nous avons gagné ce soir
- Titre original : The Set-Up
- Réalisation : Robert Wise
- Scénario : Art Cohn, d'après le poème de Joseph Moncure March
- Directeur musical : Constantin Bakaleinikoff
- Direction artistique : Albert S. D'Agostino, Jack Okey
- Décors de plateau : James Altwies, Darrell Silvera
- Photographie : Milton R. Krasner
- Direction artistique : Albert S. D'Agostino, Jack Okey
- Son : Phil Brigandi, Clem Portman
- Montage : Roland Gross
- Production : Richard Goldstone
- Sociétés de production de distribution : R.K.O.
- Pays de production :  États-Unis
- Langue originale : anglais
- Format : Noir et blanc - mono
- Genre : Film dramatique, Film noir
- Durée : 72 minutes
- Dates de sortie : 
  - États-Unis : 29 mars 1949
  - France : 14 octobre 1949
- Affiches : Bernard Lancy (France), Enzo Nistri (Italie)

## Distribution
- Robert Ryan (VF : Raymond Loyer) : Bill « Stoker » Thompson
- Audrey Totter (VF : Claire Guibert) : Julie Thompson
- George Tobias (VF : Albert Montigny) : Tony
- Alan Baxter (VF : René Bériard) : Little Boy
- Wallace Ford (VF : Louis Arbessier) : Gus
- Percy Helton (VF : Georges Spanelly) : Red
- James Edwards (VF : Jacques Beauchey) : Luther Hawkins
- Hal Baylor (VF : Jean Daurand) : Tiger Nelson
- Darryl Hickman (VF : Michel François) : Stanley
- Kenny O'Morrison (VF : Marius Poncet) : Moore
- David Clarke (VF : Henri Botta) : Gunboat Johnson
- Philip Pine (VF : Robert Dalban) : Souza
- Edwin Max (VF : Paul Lalloz) : Danny

Acteurs non crédités :
- Herbert Anderson : un mari
- Kid Chissell : un soigneur
- Heinie Conklin : un spectateur du match
- Paul Dubov : le jeune joueur
- Bernard Gorcey : le marchand de tabac
- John Indrisano : un soigneur
- Tommy Noonan : un dragueur dans la rue
- Charles Wagenheim : un vendeur de hamburgers
- Weegee : le chronométreur

## Distinctions
Le film a été présenté en sélection officielle en compétition au Festival de Cannes 1949. Il y obtient le prix de la FIPRESCI